# Премія з економіки пам'яті Альфреда Нобеля
Пре́мія Шве́дського центра́льного ба́нку з економічних нау́к па́м'яті А́льфреда Но́беля (швед. Sveriges Riksbanks pris i ekonomisk vetenskap till Alfred Nobels minne), більш знана під неофіційною назвою як Но́белівська пре́мія з еконо́міки — премія за видатний внесок у розвиток економічних наук, що є найпрестижнішою нагородою в цій галузі. Економіка не згадується у заповіті Альфреда Нобеля, тому ця нагорода до власне Нобелівських премій не відноситься.
Премію засновано 1968 року Банком Швеції з нагоди його 300-ліття як премію пам'яті Нобеля.
Премію імені Нобеля з економіки присуджує щорічно Шведська королівська академія наук, її лауреата обирають відповідно до критеріїв вибору лауреатів премій в інших галузях. Вперше премію було присуджено 1969 року економістам із Норвегії та Нідерландів Раґнару Фрішу та Яну Тінбергену.

## Лауреати
За весь час свого існування Нобелівська премія з економіки присуджували 44 рази, а її лауреатами ставала 71 особа.

## Підтримка лауреатами Нобелівської премії України
Близько двохсот лауреатів Нобелівської премії у галузях фізики, хімії, медицини, економіки, миру та літератури підписалися під розміщеним 2 березня 2022 року відкритим листом на підтримку українського народу та вільної незалежної української держави перед обличчям російської агресії. «Подібно до того, як нацистська Німеччина напала на Польщу у 1939 році (використовуючи подібні трюки та фальшиві провокації) та на Радянський Союз у 1941, уряд Російської Федерації під проводом президента Путіна розпочав необґрунтовану військову агресію — ніщо інше як війну — проти сусідньої держави, України. Усі разом ми засуджуємо ці військові дії та заперечення президентом Путіним самої легітимності існування України», — зазначають автори звернення, підкреслюючи, що «тут ми ретельно добираємо слова, оскільки не віримо, що російський народ грає свою роль у цій агресії». «Ми об'єдналися навколо цього звернення, щоб закликати російський уряд припинити вторгнення до України та вивести свої війська з України», — наголошується в листі лауреатів Нобелівської премії.
Звернення завершується словами: «Ми поважаємо спокій та силу українців. Ми з вами. Наші серця линуть до родин та друзів усіх, українців та росіян, хто вже загинув чи поранений. Хай прийде мир до нашого прекрасного світу». Серед видатних діячів науки, які підписали звернення — лауреати Нобелівської премії з економіки Джордж Акерлоф, Ангус Дітон, Пітер Даймонд, Роберт Енгл, Деніел Канеман, Фінн Кідланд, Роджер Маєрсон, Деніел Макфадден, Роберт Кархарт Мертон, Ерік Мескін, Пол Мілгром, Крістофер Піссарідес, Елвін Рот, Вернон Сміт, Джозеф Стігліц, Юджин Фама, Едмунд Фелпс, Олівер Харт, Джеймс Хекман, Бенгт Хольмстрем, Роберт Шиллер.

## Лауреати Нобелівської премії з Товариства Мон-Пелерен
Вісім членів Товариства Мон-Пелерен: Фрідріх Гаєк, Мілтон Фрідман, Джордж Стіглер, Моріс Алле, Джеймс М. Бьюкенен, Рональд Коуз, Гері Беккер та Вернон Сміт, — здобули Нобелівську премію в галузі економічних наук. Греем Макстон та Йорген Рандерс зазначають, що не дивно, що так багато членів товариства здобули Нобелівську премію в галузі економічних наук, оскільки товариство допомогло створити цю нагороду, зокрема, для легітимації економічного мислення вільного ринку.